# Schloss Klingenstein (Vasoldsberg)

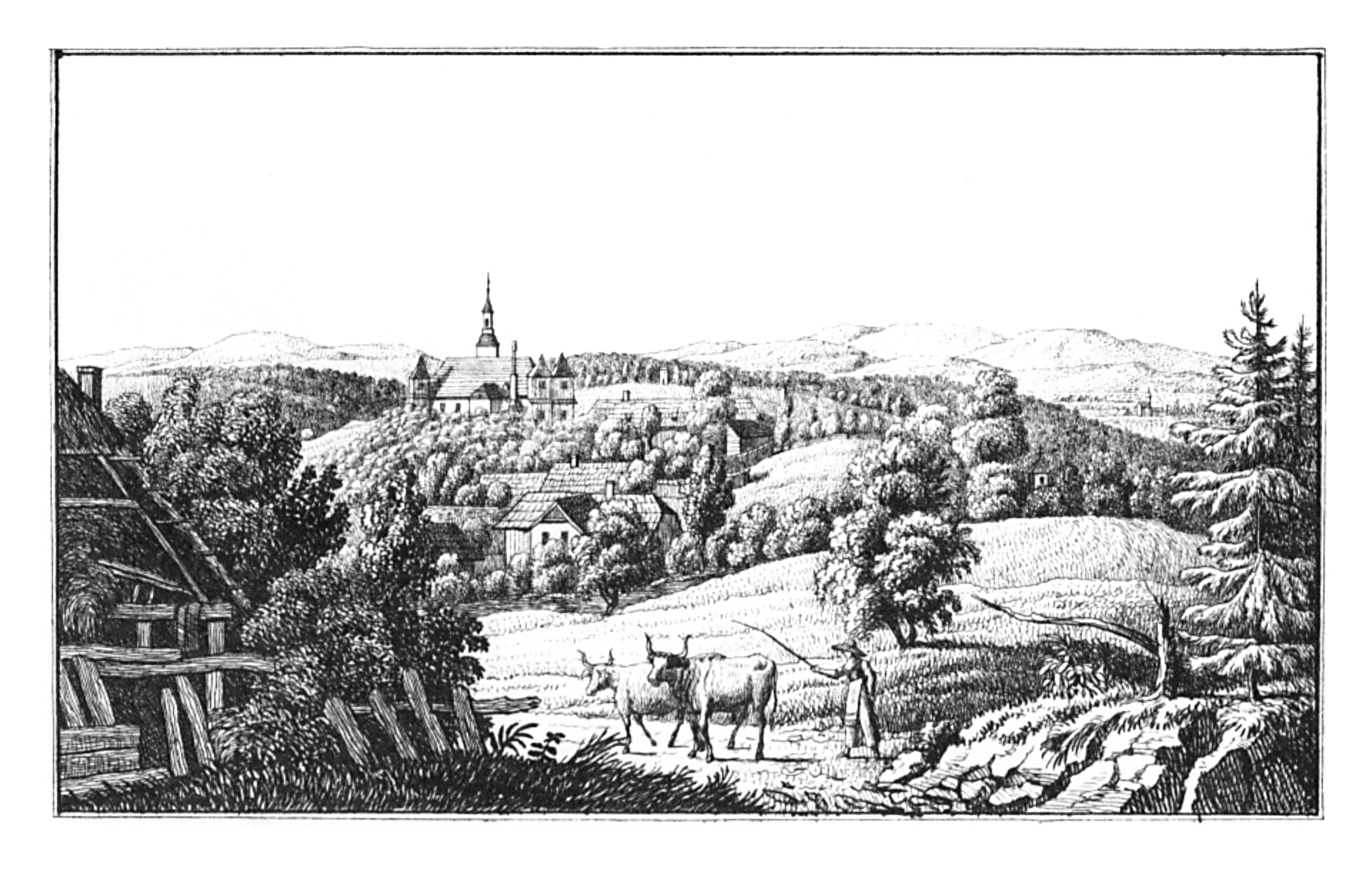
Schloss Klingenstein um 1830

Schloss Klingenstein liegt in der Gemeinde Vasoldsberg im Politischen Bezirk Graz-Umgebung in der Oststeiermark in Österreich.

## Standort
Das Schloss befindet sich im westlichen Teil der Marktgemeinde Vasoldsberg, im südwestlichen Teil der Katastralgemeinde Premstätten bei Vasoldsberg. Es liegt rund 1500 Meter nordwestlich des Dorfes Vasoldsberg auf einem lang gestreckten und teilweise bewaldeten Höhenrücken des oststeirischen Hügellandes. Dieser Höhenrücken streicht vom Ort Kerscheck südwärts und fällt im Süden zum Tal des Ferbersbaches, nach Westen zum Schiebenbach und im Osten zur Streusiedlung Tiefernitz und dem Tiefernitzbach hin ab.
Das Schloss liegt an der Schloßstraße und hat die Adresse Premstätten Nr. 6.

## Geschichte
Am Standort des späteren Schlosses befand sich ursprünglich ein Hof der dem Bauerngeschlecht der Chlingsteiner gehörte und dem das heutige Schloss auch seinen Namen verdankt. Die Chlingsteiner werden erstmals am 4. November 1481 urkundlich erwähnt, als Ulrich Chlingsteiner seiner Frau Ursula, die eine Diern von Otto von Ratmannsdorfs Witwe Anna war, seine Hube im Affental vermachte. Der Historiker Robert Baravalle vermutete das sich diese Hube am heutigen Standort des Schlosses befand. Der zinspflichtige Hof befand sich 1544 im Besitz von Christof Klingensteiner. Der nächste namentlich bekannte Besitzer des Hofes war Andree Khlingstainer der im Jahr 1602 oder 1603 den Besitz durch den Kauf von Gülten bei Hausmannstätten erweiterte. Andree war ab 1605 Amtmann der bei Hausmannstätten gelegenen Erbgüter des verstorbenen Andree Prantner und verrichtete unter anderem seine Arbeit am Winterhof Prantners. Zu einem nicht genau bekannten Zeitpunkt verkaufte Andree den Hof Klingenstein an Balthasar von Thanhausen. Der Hof, der damals zur Gült von Breitenhilm gehörte behielt den Namen des ehemalig dort wohnhaften Bauerngeschlechtes und wurde 1616 von Thanhausen an Mathias Thurkowitsch verkauft. Als Thurkowtisch verstarb, ging das Anwesen an dessen Witwe Helena, eine geborene Zörzerin.
Helena Thurkowitsch verkaufte 1626 den bereits als Klingenstein bezeichneten Hof mitsamt der Gült an Regina Globitzer, Witwe von Peter Globitzer. Regina Globitzer begann den vorherigen Bauernhof zu einem Edelsitz oder einen kleinen Schloss auszubauen. Da sie aber eine Protestantin war, musste sie die Steiermark ab 1628 binnen eines Jahres im Zuge der Gegenreformation verlassen und verkaufte den Ansitz nägst bey Vasoldsperg an Maria Renata Freiin von Herberstein. Hans Albrecht Freiherr von Herberstein, Maria Renatas Mann, verkaufte das Gut im Jahr 1631 zusammen mit der Herrschaft Vasoldsberg an das Stift Stainz. Der Historiker Adalbert Sikora nennt für den Verkauf des Anwesens hingegen das Jahr 1635 und nennt Maria Renata von Herberstein und nicht ihren Mann als Verkäuferin. Sicher ist jedoch das das Stift Stainz im Jahr 1635 mit Christof Moritz Freiherr von Herberstein die Herrschaft Vasoldsberg und damit auch den Klingensteinerhoff gegen die Herrschaft Lankowitz eintauschte. Noch im selben Jahr übergab der Herbersteiner den Hof an seinen Stiefsohn Johann Gabriel Maschwander, welcher ihn wiederum 1637 an seine Mutter Maximiliana Freiin von Herberstein verkaufte. Maximiliana übergab den Hof schließlich ihren anderen Sohn Johann Lukas Freiherr von Maschwander. Johann Lukas wiederum verkaufte den Hof 1640 oder 1643 zusammen mit dem Hof in Breitenhilm wiederum an seine Mutter. Im Zuge des häufigen Besitzerwechsel wurde es versäumt den Globitzern, den ursprünglichen Besitzern des Gutes Klingenstein den ihnen zustehenden Kaufschilling auszuzahlen, weshalb ein gewisser Georgen Adlß, Vormund des im Ausland lebenden Peter Globitzer von Christof Moritz Freiherr von Herberstein den Kaufpreis mitsamt allen angefallenen Zinsen einforderte.
In Folge der Forderung wurde das Gut 1644 gepfändet und geschätzt, wobei sich der Ansitz infolge der ab 1630 häufig erfolgten Wechsel der Besitzer in einen verwahrlosten Zustand befand. Die überlieferte Schätzung bezeichnet alle Gebäude als baufällig und ist zugleich die älteste erhaltene Beschreibung des Edelsitzes. So gehörten damals neben mehreren Äckern und Wiesenflächen ein gemauerter sowie ein hölzernern Stock, ein Stallgebäude, ein Stadel, eine Presse, ein Maierhaus sowie zwei Weingärten und Wälder zum Hof. Durch einen Vergleich mit den Globitzern blieb Maximiliana von Herberstein im Besitz des Anwesens. Um die dadurch angefallenen Schulden zu decken, übergab sie den Getreidezehnt an ihre mit Jonas Freiherr von Wilfersdorf verheirateten Tochter Euphrosine Scholastica. Nachdem Maximiliana im Jahr 1656 konnte ihr Sohn Johann Lukas Freiherr von Maschwander 1658 den Getreidezehnt für die Höfe Klingenstein und Praitenhilm zurückfordern. Trotzdem wurde der Hof von Georg Bartlmee Graf Khiesel wegen der angefallenen Schulden gepfändet und es gelang erst 1665 Johann Gabriel Freiherrn von Maschwander diesen freizukaufen. Mit der vollständigen Tilgung der Schulden erfolgte auch Ende der Besitzherrschaft durch die Herbersteiner.
Maschwander verkaufte vermutlich 1676 das Gütl Klingenstain an Joachim Friedrich von Sartori, Oberkriegskommisär von Innerösterreich, wie ein auf den 22. Mai dieses Jahres datierter Kaufbrief aus der Hinterlassenschaft Sartories belegt. Der Heimatkundler Carl Schmutz nennt aber bereits das Jahr 1661 für den Kauf des Hofes, während der Historiker Adalbert Sikora annahm das der Hof erst 1690 an einem Joachim Friedrich  von Sartori verkauft wurde. Sartori wandelte auf jeden Fall den bisherigen Edelsitz in ein zinspflichtiges Bauerngut um. Wahrscheinlich begann Sartori auch bereits kurz nach dem Ankauf mit der Umgestaltung und dem Neubau der Anlage zu einem Schloss, darauf weisen ein auf das Jahr 1678 datierter Wappenstein an der südwestlichen Ecke des Schlosses sowie die Inschrift der 1680 gegossenen Glocke im Turm über dem Eingang hin. Die Glocke weist auch auf den möglichen Bau einer ersten Schlosskapelle im ersten Stock des Eingangsturmes durch Sartori hin, diese wurde aber vermutlich im 19. Jahrhundert durch Umbauarbeiten zerstört und ihre einstige Existenz lässt sich nicht eindeutig belegen. Sartori erweiterte die Besitzungen von Klingenstein in den Jahren 1686 und 1688 durch Zukauf von bäuerlichen Grundstücken bei Premstätten. Diese Grundstücke waren der Herrschaft Vasoldsberg untertänig, wodurch sich auch Sartori zumindest formal in die Untertänigkeit dieser Herrschaft begab. Nach dem Tod von Sartori im Jahr 1704 wurde bekannt, dass er sich hoch verschuldet hatte. Dies führte dazu, dass, nachdem einige Erben, wie Georg Olivier von Wallis privilegierte Schuldforderungen stellten, über den Nachlass die Krida verhängt wurde. Sartoris Witwe Maria Anna Sartori von Ehrenbichl klagte vergeblich auf die Herausgabe von Vermögenswerten.
Das Gut Klingenstein wurde 1720 von Jeremias Georg Hauslaub oder Haußlaib gekauft. Im folgte Franz Anton Graf von Schrottenbach im Besitz nach, wobei das Datum der Besitzübergabe nicht genau bekannt ist. Baravalle ging davon aus, dass Schrottenbach das Gut 1720, also noch im selben Jahr, wie Haußlaib es erwarb, von diesem abkaufte, während Sikora 1725/26 und Schmutz 1730 nennen. Schrottenbach setzte am 9. Oktober 1735 seine Frau Charlotta Anthonia, geborene Gräfin von Thurn, als seine Universalerbin ein. Sie scheint aber bereits zuvor in den Besitz des Gutes Klingenstein gekommen zu sein. Baravalle nennt den 1. November 1733 als Übergabedatum, während der Heimatforscher Josef Riegler bereits das Jahr 1722 für die Übergabe nennt. Die Gräfin verkaufte das Schloss an Eustachius von Weiss und Sternsee, dessen Tochter Anna Catharian es wiederum am 28. November 1744 an den Hofkammerrat und Hauptpostamtverwalter Joseph Sigmund von Pollan weiter verkaufte. Noch im selben Jahr ging der Besitz aber an Franz Xaver und Johana Häubl, in manchen Quellen auch Franz Xaver Hartl genannt, über. Von den Häubls oder Hartls kam das Klingenstein 1786 an Josef von Moßmüllner, der außerdem noch mehrere Grundstücke bei Glanzberg besaß, die sein Sohn Josef, der am 26. März 1796 sein Erbe antrat zusammen mit dem neu erworbenen Schloss 1799 an die Herrschaft Vasoldsberg übergab.
Im Jahr 1807 kam es zum häufigen Besitzwechseln. So erwarb zuerst Josef Anton Winter das Schloss, der es noch im selben Jahr an Anton Winter weiterverkaufte. Schließlich erwarb der Graf Friedrich von Bellegarde am 21. November 1807 das Anwesen.
Die neuzeitliche Kapelle wurde 1830 von den Grafen von Bellegarde erbaut. Seit 1959 ist Schloss Klingenstein im Besitz der Familie Carli, die das, nach 1945 in der Besatzungszeit baufällige gewordene, Gebäude restaurierte.